# جارود والاس
جارود والاس (بالإنجليزية: Jarrod Wallace)‏ هو لاعب دوري الرغبي أسترالي، ولد في 23 يوليو 1991 في غولد كوست في أستراليا.